# Coelotes izenaensis
Coelotes izenaensis är en spindelart som beskrevs av Matsuei Shimojana 2000. Coelotes izenaensis ingår i släktet Coelotes och familjen mörkerspindlar. Inga underarter finns listade i Catalogue of Life.